# Kooperáció (evolúció)
Kooperáció latin eredetű szó, jelentése együttműködés
Ennek szemléletes példája: a gombák segítséget nyújtanak a növénynek az ásványi anyagok felvételében, míg a növények ellátják a gombákat a fotoszintézisből származó cukorral. Ebben az esetben a gombák a növényi sejtek belsejében növekednek, így elősegítvén a táplálékmegosztást a gazdaszervezettel továbbá jelzéseket küldenek, melyek elnyomják a növény immunrendszerét.
Léteznek ugyanazon faj egyedei közti kooperációk is. Ennek egyik legszélsőségesebb példája a társas rovarok – például méhek, hangyák, termeszek – viselkedése, ahol steril dolgozók etetik és védelmezik azon kis létszámban lévő társaikat, melyek képesek a szaporodásra. A fajon belüli kooperáció az evolúció rokonszelekció nevű folyamatán keresztül alakulhatott ki, melynek egyik megnyilvánulása, ha egy egyed segítséget nyújt egy másik egyednek a szaporodási sikeresség növelésében – például segít felnevelni az utódját. A kooperáció elterjesztéséért felelős lehet még a csoportszelekció folyamata is.